# Castors Braine
Castors Braine is een Belgische basketbalclub uit Eigenbrakel waarvan het vrouwenteam uitkomt in de Eerste nationale klasse van de damescompetitie. De club speelt haar thuiswedstrijden in het Stade Gaston Reiff in de gemeente.
Sinds 2015 is het Luikse Mithra Pharmaceuticals hun hoofdsponsor.

## Palmares
- Eerste klasse basketbal dames (België)

Winnaar (7x): 2014, 2015, 2016, 2017, 2018, 2019, 2020
- Beker van België

Winnaar (5x): 2014, 2015, 2017, 2019, 2020
- EuroCup Women

Finalist (1x): 2015

## Europees
| Seizoen | Competitie       | Ronde         |
| ------- | ---------------- | ------------- |
| 2013/14 | EuroCup Women    | 3e groep G    |
| 2015/16 | EuroLeague Women | Finale        |
| 2016/17 | EuroCup Women    | 3e groep F    |
| 2017/18 | EuroLeague Women | 8e in groep A |
| 2018/19 | EuroLeague Women | 8e in groep A |
| 2019/20 | EuroLeague Women | Afgelast      |